# Puka Puka (Tuamotueilanden)
Puka Puka  is een bewoond atol in de Tuamotu-eilanden en dit is een zeegebied dat hoort tot Frans-Polynesië. Het ligt relatief geïsoleerd in het noordoosten van de archipel en behoort tot een subgroep van eilanden die ook wel de Îles du Désappointement wordt genoemd. 

Dit eiland is niet hetzelfde als Pukapuka dat behoort tot de Cookeilanden die liggen ten westen van Frans-Polynesië en noordoostelijk van Nieuw-Zeeland, tussen Niue, Samoa en Tokelau.

## Beschrijving
Dit atol is bijna ovaal van vorm met een lengte van 5,7 km en een breedte van 3 km. Het landoppervlak is 4 km² waarbinnen een lagune ligt van 2,2 km². Tussen de lagune en de oceaan is geen voor boten bevaarbaar kanaal.
Het enige dorp is Tehonemahina (andere spelling: Teonemahina) aan de westkant van het atol. In het noorden is er een landingsbaan waardoor het eiland met kleine propellervliegtuigen vanuit Tahiti kan worden bereikt. Puka Puka heeft geen haven, maar wel een aanlegpier, waar alleen met kleine boten kan worden aangelegd. De eilandbewoners voorzien in hun eigen levensonderhoud. Belangrijke voedselgewassen zijn kokosnoten, yam, taro en tropische vruchten. Hoofdvoedsel is vis, gevolgd door kip en het vlees van loslopende varkens. Er is geen toeristische infrastructuur.

## Geschiedenis
Puka Puka was de eerste van de Tuamotu-eilanden, dat op 24 januari 1521 door Ferdinand Magellaan werd waargenomen. Het toen onbewoonde atol noemde hij "eiland van teleurstelling", omdat hij er geen zoet water en weinig voedsel vond. De Nederlandse zeevaarders Willem Cornelisz Schouten en Jacob le Maire noemden het atol op 10 april 1616 "Honden Eylandt".
Het eiland werd pas na de Tweede Wereldoorlog bewoond. Het was het eerste eiland dat de bemanning van de Kon-Tiki te zien kreeg na vertrek vanuit Peru.

## Natuurrampen
In 1958 trof een tropische cycloon (tyfoon) het eiland, waardoor het merendeel van de mannelijke bevolking omkwam omdat zij aan het vissen waren. Dit verlies werd later gecompenseerd door immigratie van andere eilanden die overbevolkt waren geraakt.
In 1996 werd de nederzetting opnieuw bijna volledig verwoest door een tyfoon. Alleen met financiële steun van Frankrijk konden de gebouwen weer worden opgebouwd.

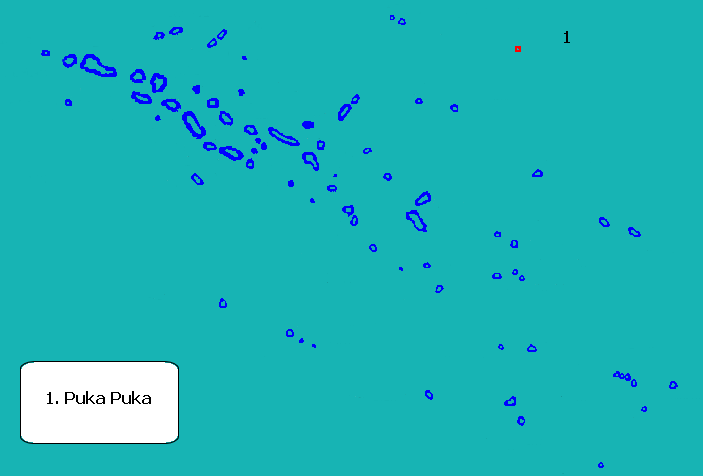
Plaats Puka Puka (1) binnen de Tuamotu-eilanden.
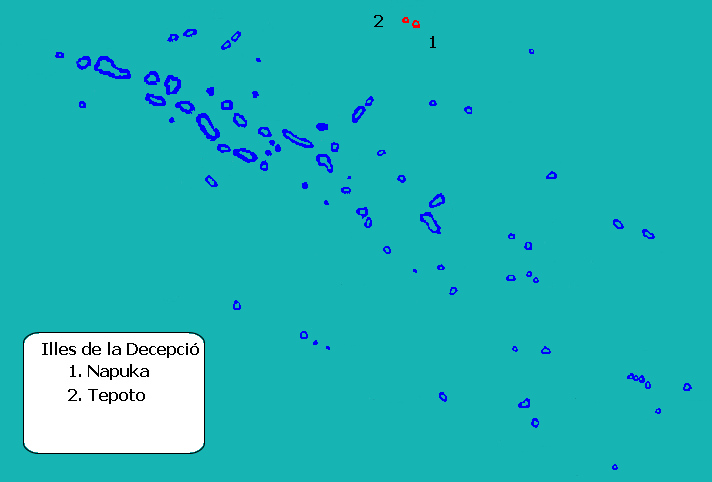
Plaats andere 2 eilanden van  Îles du Désappointement

## Ecologie
Er komen 35 vogelsoorten voor en acht soorten van de Rode Lijst van de IUCN waaronder de met uitsterven bedreigde hendersonstormvogel (Pterodroma atrata), het witkeelstormvogeltje (Nesofregetta fuliginosa) en de endemische tuamotustrandloper (Prosobonia parvirostris).
Tepoto Nord · Napuka · Puka Puka